# Eclipse Foundation
Eclipse Foundation — некомерційна організація, розташована в Європі, яка виступає опікуном спільноти розробки програмного забезпечення з відкритим кодом Eclipse, маючи юрисдикцію в Європейському Союзі. Це організація, яку підтримують понад 350 членів, і вона представляє спонсоровану колекцію проєктів з відкритим кодом. Фонд зосереджується на ключових послугах, таких як управління інтелектуальною власністю (IP), розвиток екосистеми та ІТ-інфраструктура.

## Проєкти
Eclipse спочатку був створений компанією IBM у листопаді 2001 року і підтримувався консорціумом постачальників програмного забезпечення. 2004 року був заснований Eclipse Foundation, щоб керувати та розвивати спільноту Eclipse. Він був створений для того, щоб дозволити створення нейтральної до постачальників, відкритої та прозорої спільноти навколо Eclipse. Фонд використовує ієрархічну структуру проєктів. Кожен проєкт походить від основного батьківського проєкту і може мати підпроєкти. Верхні проєкти, які не мають батьківського проєкту, називаються проєктами верхнього рівня.
Фонд Eclipse вважається організацією "третього покоління" з відкритим кодом і є домівкою для Java EE та понад 425 проєктів з відкритим кодом, включаючи середовища виконання, інструменти та фреймворки для широкого спектра технологічних доменів, таких як internet of things (IoT), хмарні та крайові обчислення, системна інженерія, технології розподілених реєстрів та відкриті дизайни процесорів. Фонд найбільш відомий розробкою Eclipse IDE, IDE, що в першу чергу орієнтоване на розробку в Java. Фонд в цілому в основному зосереджений на розробці Java, з понад 90% його codebase написаного на Java.
Станом на січень 2024 року Фонд Eclipse приймає понад 415 проєктів з відкритим кодом. Фонд також приймає 22 галузеві колаборації, включаючи групи, присвячені Eclipse IDE, Internet of Things та науковим дослідженням.
Фонд Eclipse проводить DemoCamps, Гакатони та конференції, головною подією є EclipseCon.

## Учасники

### Стратегічні учасники
- Actuate
- BEA Systems
- Borland
- Computer Associates
- IBM
- Innoopract
- Intel
- IONA Technologies
- Motorola
- Nokia
- Oracle Corporation
- SAP
- Serena
- Sybase
- Wind River Systems
- Zend

### Розробники додатків
Повний список [Архівовано 5 квітня 2016 у Wayback Machine.]
- Adobe
- AMD
- Fujitsu
- Google
- Hitachi
- HP
- Microsoft[18]
- Montavista
- Mysql
- NEC
- Novell
- QNX
- Red Hat
- SAS
- Toshiba
- Trolltech

## Виноски
1. ↑  https://www.eclipse.org/org/documents/eclipse-foundation-be-bylaws-en.pdf
2. ↑  https://cve.mitre.org/cve/request_id.html#cna_participants
3. ↑  https://osb-alliance.de/mitglied/eclipse-foundation-inc
4. ↑  https://web.archive.org/web/20230706095745/https://opensource.org/affiliates/
5. ↑  Total Eclipse to depart: Open-source software foundation is hopping the pond to Europe (англ.). Процитовано 24 лютого 2025.
6. ↑  Yumpu.com. Open Source Software Deve. yumpu.com (англ.). Процитовано 24 лютого 2025.
7. 1 2 3  Milinkovich, Mike. About the Eclipse Foundation | The Eclipse Foundation. www.eclipse.org (англ.). Процитовано 24 лютого 2025.
8. ↑  Muegge, Steven M. (2011). Institutions of Participation: A Nested Case Study of Company Participation in the Eclipse Foundation, Community, and Business Ecosystem (PDF) (Дипломна робота PHD). с. 168. Процитовано 4 лютого 2022.
9. ↑  Dueñas, Juan C.; Parada G., Hugo A.; Cuadrado, Félix; Santillán, Manuel (2007). Apache and Eclipse: Comparing Open Source Project Incubators. IEEE Software. 24 (6): 90—98. doi:10.1109/ms.2007.157. S2CID 11116785. Процитовано 12 лютого 2022.
10. ↑  François Letellier (2008), Open Source Software: the Role of Nonprofits in Federating Business and Innovation Ecosystems, AFME 2008.
11. ↑  Eclipse desktop & web IDEs. The Eclipse Foundation. Процитовано 29 січня 2022.
12. ↑  Taylor, Quinn C.; Krein, Jonathan L.; MacLean, Alexander C.; Knutson, Charles D. (7 жовтня 2011). An Analysis of Author Contribution Patterns in Eclipse Foundation Project Source Code (PDF). Open Source Systems: Grounding Research - 7th IFIP WG 2.13 International Conference (English) . Salvador, Brazil. с. 270. doi:10.1007/978-3-642-24418-6_19. Процитовано 30 січня 2022.
13. ↑  Eclipse Foundation Project KPIs, Eclipse Project Metrics (англ.). 31 січня 2024.
14. ↑  Explore Our Industry Collaborations. The Eclipse Foundation. Процитовано 1 лютого 2024.
15. ↑  Collaboration yields open source technology for computational science. ORNL. Oak Ridge National Laboratory.
16. ↑  Joncas, Roxanne. Organize an Eclipse DemoCamp or Hackathons. The Eclipse Foundation (англ.). Архів оригіналу за 6 вересня 2018. Процитовано 5 вересня 2018.
17. ↑  EclipseCon (англ.). 16 січня 2018.
18. ↑  Microsoft joins the Eclipse Foundation and brings more tools to the community. Архів оригіналу за 31 березня 2016. Процитовано 2 квітня 2016.